# Callimaco
Callimaco di Cirene (in greco antico: Καλλίμαχος ὁ Κυρηναῖος?, Kallímachos ho Kyrēnàios; Cirene, 310 a.C. circa – Alessandria d'Egitto, 235 a.C. circa) è stato un poeta e filologo greco antico d'età ellenistica.

## Biografia
Figlio di Batto e Mesatma, Callimaco apparteneva alla dinastia dei Battiadi, il cui capostipite era Batto I, fondatore della città, del quale il padre portava il nome. Trascorsi i primi anni nella terra nativa, Cirene, fu costretto a recarsi in Egitto, ad Alessandria, dove fu prima allievo di Ermocrate di Iaso, per poi assumere l'incarico di maestro di scuola. Successivamente, ad Atene fu discepolo del peripatetico Prassifane di Mitilene.
Incominciò a frequentare la corte di Tolomeo II Filadelfo, dove gli fu conferito il delicato compito di catalogare i testi della Biblioteca di Alessandria, fondata dallo stesso re. Da questa esperienza nacquero i Pinakes (o Tavole) della storia letteraria dei Greci: si trattava di una bibliografia a carattere enciclopedico di tutti gli scrittori in lingua greca, suddivisa a seconda del genere; questo genere verrà ripreso anche da Varrone Reatino nelle sue Imagines. Gli autori erano qui catalogati in ordine alfabetico; ogni nome era accompagnato da una sintetica biografia, seguita dai titoli delle opere, corredati dall'incipit di ciascun testo. L'opera comprendeva 120 volumi ed era certamente un testo imponente.
Entrò poi nelle grazie di Tolomeo III Evergete, poiché la moglie Berenice II era concittadina di Callimaco. Da poeta di corte esaltò con carmi encomiastici entrambi e, in particolare, compose La chioma di Berenice, elegia in cui si narra dell'assunzione in cielo, sotto forma di costellazione, del ricciolo sacrificato dalla regina in voto per il ritorno del marito da una campagna militare in Siria.

## Opere

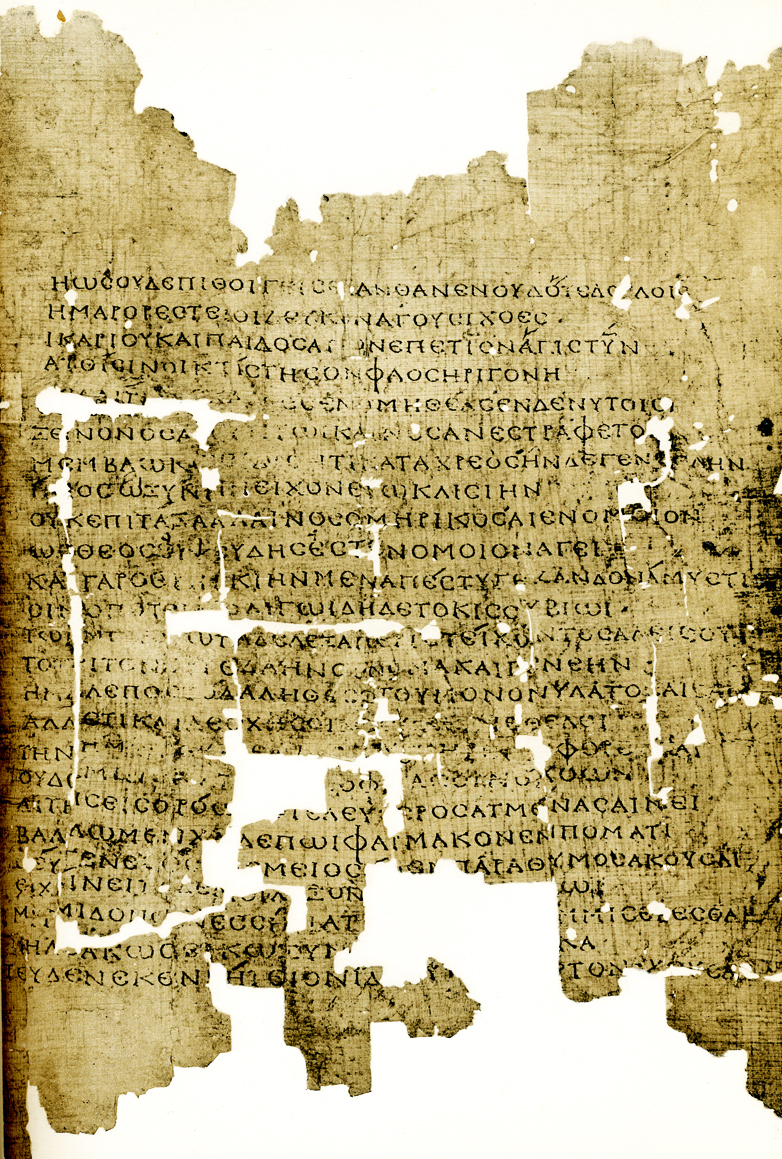
Uno dei papiri di Ossirinco, contenente parte degli Aitia

Callimaco, secondo le fonti, scrisse moltissimo, sia in versi sia in prosa, tanto che, secondo la tradizione, avrebbe pubblicato 800 libri.
Tra le opere erudite in prosa spiccavano i citati Pinakes e una serie di opere di erudizione sui più disparati argomenti, dalla storia alla geografia, dall'etnografia alla paradossografia (in greco παραδοξογραφία, cioè "testi sulle cose meravigliose"). I Costumi dei barbari, ad esempio, erano una collezione antiquaria di costumi non greci, mentre i Paradoxa, di cui restano 44 estratti in Antigono di Caristo, lo mostrano come un autore attento alla paradossografia. Tali opere sono andate del tutto perdute.
Per quanto riguarda i poemi, vanno invece ricordati quattro libri di elegie intitolati Aitia (Aἴτια, ossia "origini" o "cause"), tredici Giambi, sessantatré Epigrammi, sei Inni e un epillio, l'Ecale. Ci sono giunti per intero solo gli Inni, mentre Aitia, Giambi ed Ecale in forma frammentaria.

## Stile
Amante della ricerca erudita e del labor limae, ovvero la curata elaborazione formale, Callimaco influenzò la poesia ellenistica e latina, in special modo le opere di Ennio, Catullo, Virgilio, Orazio, Tibullo e Properzio. 
Callimaco si eleva, in effetti, tra i contemporanei per l'efficace brevità e concisione dei suoi carmi, nonché per la levigatezza formale. Pratica con sistematicità la polyèideia e la poikilìa, tanto che nel giambo XIII afferma, per esempio, che non esiste nulla che obblighi il poeta a seguire un solo genere letterario. D'altra parte, spesso sente la necessità di giustificarsi per le sue scelte e per la sua metaletteratura perché consapevole di essere incredibilmente sperimentale e innovatore.
Contrario alla concezione platonica dell'arte, propone una poesia non didascalica, ma piuttosto orientata al diletto; è arguta, ironica, elegante, con uno stile vivace, conciso ed espressivo. Non manca una certa prolissità, propria dell'epica antica, né infrequente è il ricorso a giochi di parole, neologismi ed etimologie.
Partecipò attivamente alle polemiche letterarie del suo tempo, denominando i suoi rivali, autori di poemi epici e depositari di ideali letterari da lui considerati superati, "Telchini" (nel prologo degli Aitia).

### Edizioni
- Callimachus, ed. R. Pfeiffer, Oxford, Clarendon Press, 1949-1953.
- Callimaco di Cirene, Inni e Epigrammi, trad. Laura Oliveri, Collana Biblioteca di Letteratura, Carlo Signorelli Editore, Milano, 1929, pp. 64.
- Id., Gli Epigrammi di Callimaco scelti e commentati, trad. Sergio Chiappori, Milano, 1953, (edizione limitata).
- Id., Inni - Chioma di Berenice, con testo a fronte, trad. Valeria Gigante Lanzara, Collana i grandi libri n. 308, Garzanti, Milano, 1984, pp. LXXIX-134.
- Id., Opere. Inni - Epigrammi - Ecale. Testo a fronte, 2 voll., trad., introduzione e note di G. B. D'Alessio, Collana Classici Greci e Latini, BUR, Milano, 1996-2007, ISBN 978-88-17-17071-0, pp. 789.
- Id., Epigrammi, Traduzione di Alceste Angelini, Collezione di Poesia n. 214, Einaudi, Torino, 1990, ISBN 978-88-06-11762-7, pp. 169.
- Callimaco - Catullo, La chioma di Berenice. A cura di Pietro Tripodo, Collana Minima n. 47, Salerno Editrice, 1995, pp. 144.
- Callimaco, Epigrammi, testo a fronte, trad. Giuseppe Zanetto, introd. e commento di Paola Ferrari, Collana Oscar Classici greci e latini, Mondadori, Milano, 1992, ISBN 978-88-04-36125-1; Collezione I Classici n. 63, Mondadori, Milano, 2008.
- Id., Aitia. Libro Primo e Secondo, Collana Biblioteca di studi antichi, Fabrizio Serra Editore, 1996.
- Id., Iambi. XIV-XVII, a cura di Emanuele Lelli, Edizioni dell'Ateneo, 2005, ISBN 978-88-8476-017-3, pp. 224.
- Id., Aitia. Libro Terzo e Quarto, a cura di G. Massimilla, Collana Biblioteca di studi antichi, Fabrizio Serra Editore, 2010, ISBN 978-88-6227-282-7, pp. 616.
- Id., Inno ad Apollo e altre poesie. Prefazione, traduzione e note di Maria Paola Funaioli, Collana Diamante, Giuliano Ladolfi Editore, 2012, ISBN 978-88-6644-066-6, pp. 82.
- Id., Inni di Callimaco tradotti da Dionigi Strocchi, Collana Hellenica, Edizioni dell'Orso, 2014, ISBN 978-88-6274-530-7, pp. 380.
- Id., Aitia, Ecale, Giambi, Inni, Collana Oscar Classici greci e latini, Mondadori, Milano, 2015, ISBN 978-88-04-57777-5.
- Meeten Nasr, (Sergio Chiappori) Callimaco Gli Epigrammi, La vita felice, Milano, 2015, ISBN 978-88-7799-775-3

### Studi
- Giovanna Bonivento Pupino, La decima Musa di Callimaco nella Stele da Boville con Apoteosi di Omero al British Museum, in Mito e Storia, Atti del 36 Convegno di Studi sulla Magna Grecia, Taranto 1996, pp.141-148.
- R. Pretagostini, Ricerche sulla poesia alessandrina. Teocrito, Callimaco, Sotade, Edizioni dell'Ateneo, 1984, pp. 176.
- L. Lehnus, Nuova bibliografia callimachea (1489-1998), Alessandria, Edizioni dell'Orso, 1998.
- Bruno Snell, Il giocoso in Callimaco, in (Id.), La cultura greca e le origini del pensiero europeo, Torino, Einaudi, 2002, pp. 369-386.
- E. Lelli, Critica e polemiche letterarie nei Giambi di Callimaco, Collana Hellenica, 2004, ISBN 978-88-7694-745-2, pp. 172.
- Callimachea, vol. I, Atti della prima Giornata di Studi su Callimaco: Roma, 14 maggio 2003, a cura di Antonio Martina e Adele Teresa Cozzoli, Roma, Università degli Studi Roma Tre (Dipartimento di studi sul mondo antico), 2006.
- Benjamin Acosta-Hughes, Luigi Lehnus, Susan Stephens, Brill's Companion to Callimachus, Leiden-Boston, Brill, 2011.
- Callimachea, vol. II, Atti della seconda Giornata di Studi su Callimaco: Roma, 12 maggio 2005, a cura di Antonio Martina, Adele Teresa Cozzoli e Massimo Giuseppetti, Roma, Università degli Studi Roma Tre (Dipartimento di studi sul mondo antico), 2012.
- Alan Cameron, Callimachus and His Critics, Princeton, Princeton University Press, 2017.
- Richard Rawles, Callimachus, London-New York, Bloomsbury 2019.